# Orianajea agosa
Orianajea agosa är en insektsart som beskrevs av Young 1986. Orianajea agosa ingår i släktet Orianajea och familjen dvärgstritar. Inga underarter finns listade i Catalogue of Life.